# Tadeusz Rajner
Tadeusz Rajner, ps. Mały, Tadeusz (ur. 17 maja 1906 w Żyrardowie, zm. 27 września 1963 w Szczecinie) – polski działacz komunistyczny i partyjny, w latach 1945–1946 I sekretarz Komitetu Obwodowego/Wojewódzkiego Polskiej Partii Robotniczej w Szczecinie.

## Życiorys
Syn Antoniego, z zawodu robotnik. Od 1924 do 1927 należał do Komunistycznego Związku Młodzieży Polski, zaś od 1927 do 1938 – do Komunistycznej Partii Polski. W latach 1937–1938 działacz Międzynarodowej Organizacji Pomocy Rewolucjonistom. Od 1942 członek Polskiej Partii Robotniczej, potem od 1948 Polskiej Zjednoczonej Partii Robotniczej. Od 1942 członek egzekutywy i sekretarz Komitetu Miejskiego PPR w rodzinnym Żyrardowie. W kwietniu 1945 skierowany przez Komitet Centralny jako szef grupy operacyjnej na Pomorze Zachodnie, dotarł do Piły między 10 a 13 kwietnia. Tam też 24 kwietnia objął nowo utworzone stanowisko I sekretarza Komitetu Obwodowego PZPR na Okręg Pomorze Zachodnie (III) (początkowo w Pile, następnie od 2 maja 1945 w Szczecinie). Utracił je w maju 1946 wobec słabych zdolności organizacyjnych, zastąpił go Wiktor Kłosiewicz. Po utworzeniu w Szczecinie Komitetu Wojewódzkiego w roku 1946 pozostawał w nim sekretarzem. Od 1950 do 1951 sekretarz Zarządu Wojewódzkiego Ligi Przyjaciół Żołnierza.
Pochowany na cmentarzu Centralnym w Szczecinie.